# Jelena Nemanjić Šubić
Jelena Šubić, rođena Nemanjić († 1355.), je bila sestra srpskog kralja i cara Dušana koja se 1347. godine udala za hrvatskog velikaša Mladena III. († 1348.), bribirskog kneza iz moćne velikaške obitelji Šubića.
Posjede Mladena III. naslijedio posmrtno rođeni sin Mladen IV., oko čijeg su se skrbništva sukobljavali Mladenov brat Pavao III. († 1356.) i Mladenova supruga Jelena.